# Lipót Pékség SE
A Lipót Pékség SE egy 1968-ban alapított magyar labdarúgóklub. Székhelye Lipóton található. A klub legnagyobb sikerét 2008. tavaszán ért el miután megnyerte a Győr-Sopron megyei I. osztályt és feljutott az NB3-ba ahol három szezonon keresztül szerepelt. Ezután újra a megyei bajnokságban szerepelt éveken át. A következő sikerre egészen 2019. tavaszáig kellett várni miután a csapat megnyerte a megyei bajnokságot és újra feljutott az NB3-ba.

## Sikerek
Győr-Moson-Sopron (vár)megyei I. osztály
- Bajnok: 2007/08 ; 2018/19